# Museo de Ennigaldi-Nanna
El museo de Ennigaldi-Nanna es el más antiguo museo del cual se tengan evidencias, los historiadores estiman que el mismo se remonta al año 530 a. C.. Su creadora y curadora fue la princesa Ennigaldi, la hija de Nabonido, el último rey del Imperio Neobabilónico. Los restos del edificio que alojaba el museo se encuentran en lo que fue el estado de Ur, situado en la actual gobernación de Di Car de Irak, a 150 metros al sureste del famoso Zigurat de Ur.
Cuando Sir Charles Leonard Woolley excavó ciertas partes del palacio y el complejo del templo en Ur, determinó que las docenas de artefactos, cuidadosamente dispuestos lado a lado, cuyas edades variaban según los siglos, eran en realidad piezas de museo, ya que venían con lo que finalmente se determinó eran "etiquetas de museo". Las mismas consistían en tambores cilíndricos de arcilla con etiquetas en tres idiomas diferentes. Uno de sus mayores descubrimientos en el museo fue la tumba de Puabi, una sacerdotisa de gran importancia en Sumer, del siglo 27, cuya tumba no había sido perturbada durante los siguientes 4.600 años

## Historia
Fue alrededor del 530 AC cuando la princesa Ennigaldi creó su museo. El padre de Ennigaldi, Nabonido (en) acadio Nabû-nāʾid), un anticuario y restaurador de antigüedades, le enseñó a apreciar los objetos antiguos. Su padre es conocido como el primer arqueólogo serio e influyó en Ennigaldi para crear su museo educativo de la antigüedad.
Como era tradicional para las hijas de los reyes mesopotámicos, los principales deberes de la princesa Ennigaldi eran de naturaleza religiosa,fue la alta sacerdotisa del dios de la luna Nanna y la administradora de una escuela para jóvenes sacerdotisas. 
Esta asociación entre dirigir una escuela y un museo no es extraña; Leonard Woolley, comentaba en 1927:
Que el museo esté conectado con una escuela tampoco es una sorpresa. Las escuelas se organizaban comúnmente en templos, y al menos parte de la enseñanza era de una clase que sería ilustrada adecuadamente por especies antiguas. En las escuelas de Larsa encontramos que las copias de las antiguas inscripciones históricas existentes en la ciudad eran objetos de estudio regulares.
Se cree que algunas piezas del museo fueron excavadas por la propia Ennigald. Los objetos ya tenían muchos siglos de antigüedad en la época de Ennigald y provenían de las regiones del sur de Mesopotamia La princesa Ennigald almacenó los artefactos en un templo al lado del palacio donde vivía Utilizó las piezas del museo para explicar la historia del área e interpretar los aspectos materiales del patrimonio de su dinastía.
Los tesoros excavados por la expedición de Woolley se dividieron entre el Museo Británico en Londres, el Museo de la Universidad de Pensilvania en Filadelfia y el Museo Nacional de Irak en Bagdad. Varias piezas fueron saqueadas en este último por las secuelas de la Segunda Guerra del Golfo en 2003.

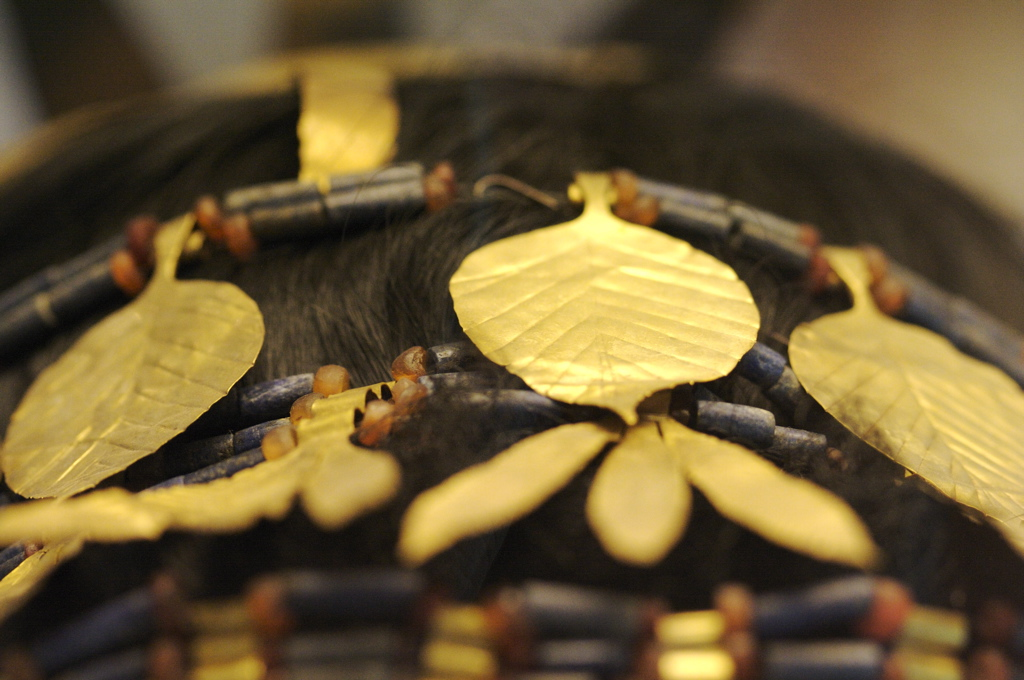
Tocado de Puabi.